# پیرتر
«پیرتر» (به انگلیسی: Older) آلبومی از هنرمند اهل بریتانیا جرج مایکل است که سال ۱۹۹۶ میلادی منتشر شد.
این آلبوم در چارت‌های هلند، استرالیا، اسکاتلند، سوئد، اتریش، بریتانیا، نیوزلند، نروژ در رتبه اول و در چارت‌های والونیا، فنلاند، فلاندرز، سوئیس، آمریکا جزو ده آلبوم اول قرار گرفت.